# کومی‌یوکی
کومی‌یُوکی (به انگلیسی: Kymi River) رودخانه‌ای است که در فنلاند جریان دارد.